# Глинский, Борис Борисович
Борис Борисович Глинский (12 (24) октября 1860, Санкт-Петербург, Российская империя — 1 (14) декабря 1917, Петроград, Российская республика) — русский писатель, публицист, издатель, редактор, общественный деятель.

## Биография
Незаконнорожденный сын сенатора Б. Н. Хвостова. Родился 12 (24) октября 1860 года в Санкт-Петербурге.
Окончил 5-ю Санкт-Петербургскую гимназию (1881) и историко-филологический факультет Петербургского университета со званием кандидата (1885).
В 1887 году был помощником делопроизводителя Дворянского земельного банка в Петербурге. Был подвергнут обыску в начале марта 1887 года вследствие того, что при обыске у В. В. Водовозова было найдено его письмо о слиянии студенческой особой кассы с земляческими и о том, что он направляет к нему П. Шевырева. При обыске был найден экземпляр гектографического воззвания «К товарищам студентам». По высочайшему повелению был подвергнут аресту на 10 дней в Петербургской одиночной тюрьме.
Начиная с 1887 года работал преимущественно в «Историческом Вестнике», где поместил множество статей историко-публицистического характера. Был редактором-издателем журналов: «Северный вестник» (1890—1891), «Исторический вестник» (1913—1917) и «Русская будущность» (1915—1917).
В годы Первой мировой войны входил в русские националистические организации «Самодеятельная Россия» и «Общество русской государственной карты».
Был убежденным русским националистом прогрессивного направления (национал-прогрессистом), сторонником конституционализма.
Поддержал Февральскую революцию. В редакционной статье «Исторического вестника» в мартовском номере 1917 года он писал:

Ныне наступает новая эра в истории русского народа — эпоха народовластия. Великий народ, сознавший свои силы, развернувший мировую культурную деятельность, сбросил с себя оковы единоличной самодержавной власти, мертвенные формы которой только мешали росту могучего народного организма и на каждом шагу, во всех отраслях народной государственной жизни давали о себе знать лишь притеснениями и репрессиями.

В августе 1917 года Глинский поддержал Корниловское выступление, в результате чего был арестован по обвинению в контрреволюции. В ночь с 30 на 31 августа группа людей, вооруженных винтовками и браунингами, под предводительством представителей комиссариата и милиции произвела арест Б. Б. Глинского и его ближайшего помощника по редакции «Русской будущности» А. В. Сульжикова. В занимаемых ими квартирах были произведены обыски с выемкой документов. У Глинского подверглась разгрому редакция «Исторического вестника», у Сульжикова — редакция «Русской будущности». В начале октября 1917 года Глинский был освобожден.

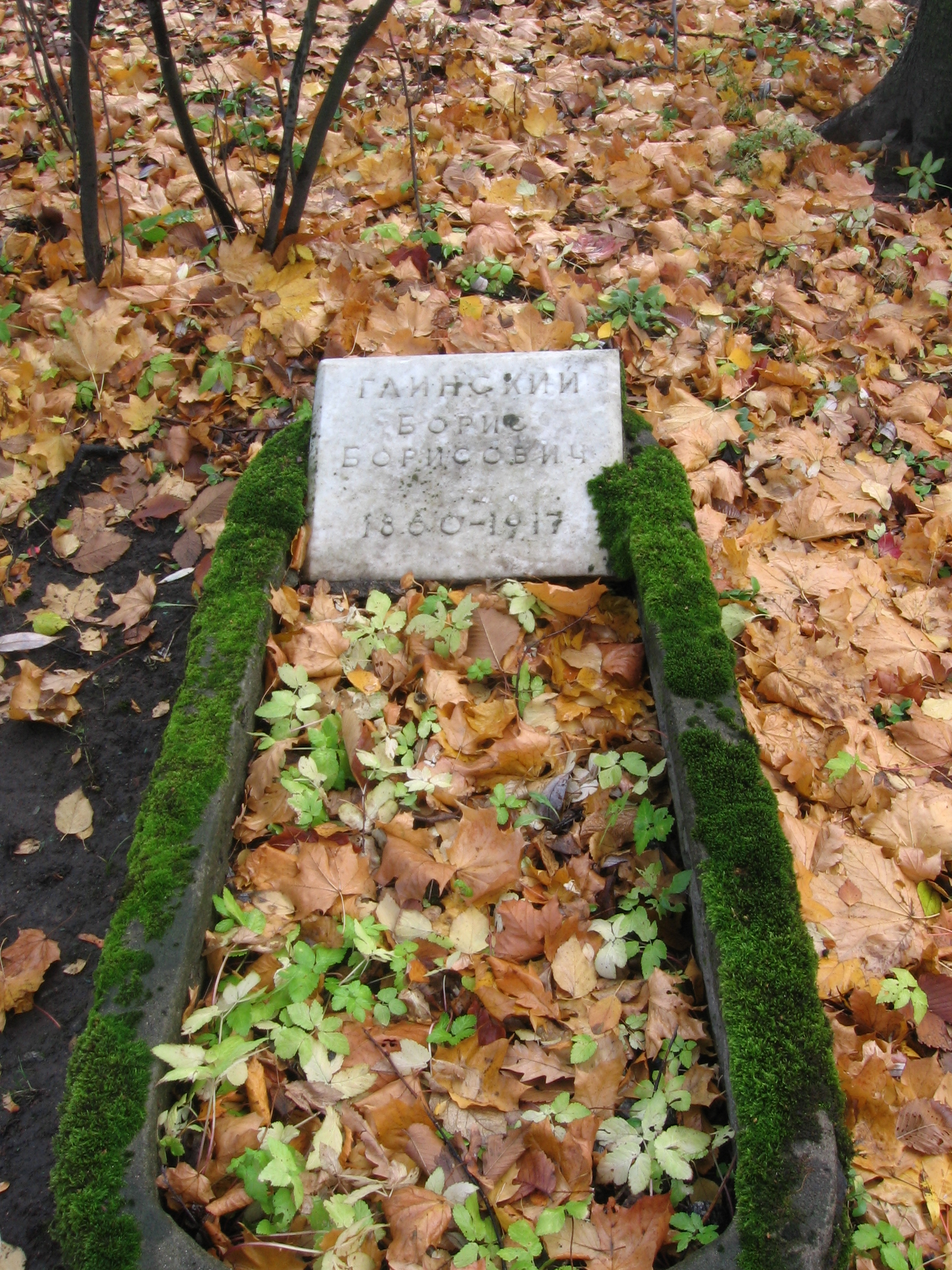
Надгробие Б. Б. Глинского на Литераторских мостках

Умер в Петрограде 1 (14) декабря 1917 года.

### Основные труды
- Республиканец при русском дворе. — СПб., 1888;
- Владимир Яковлевич Стоюнин. — СПб., 1889;
- Орест Федорович Миллер. — СПб., 1889;
- Александр Дмитриевич Градовский. (Опыт характеристики) — СПб., 1890;
- Великодушное покорение. — СПб., 1890;
- Из летописи усадьбы Сергеевки. — СПб., 1894;
- Hиколай Mихайлович Ядринцев : Биографический очерк. — М., 1895. — XIV, 62 с.;
- Русское судебное красноречие. — СПб., 1897;
- Виссарион Григорьевич Белинский и чествование его памяти. — СПб., 1898;
- Царские дети и их наставники. — М., 1899;
- Кратчайший железнодорожный путь из центральной России в Среднюю Азию. — М., 1899.
- Очерки русского прогресса. — 1900;
- Борьба за конституцию. — 1908;
- Алексей Сергеевич Суворин. — СПб.: тип. А. С. Суворина, 1912. — 60 с.
- Среди литераторов и ученых. — СПб., 1914
- Революционный период русской истории. — Ч. 1—2. — 1913 и др.